# Elixir (ngôn ngữ lập trình)
Elixir (phát âm là Ê-líx-xơ) là một ngôn ngữ lập trình hàm, đồng thời và đa năng, được chạy trên máy ảo BEAM, thứ còn được sử dụng để thực hiện ngôn ngữ lập trình Erlang. Elixir được xây dựng trên nền móng của Erlang và sử dụng các ý tưởng tương tự để tạo các ứng dụng phân tán và chịu được các lỗi sai. Ngoài ra, ngôn ngữ còn hỗ trợ đa dạng các công cụ và một thiết kế có thể mở rộng. Ý sau được hỗ trợ bởi lập trình meta tại thời điểm biên dịch và sự đa hình bằng các giao thức.
Elixir được sử dụng bởi nhiều công ty như Discord, Brex, Pinterest, Bleacher Report, FarmBot; cũng như để tạo nên các hệ thống nhúng.

## Lịch sử
José Valim sáng lập ra Elixir dưới dạng một dự án nghiên cứu và phát triển tại Platformatec.